# Hermine
Hermine (auch Hermina) ist ein weiblicher Vorname.

## Herkunft und Bedeutung
→ Hauptartikel: Hermann
Beim Namen Hermine handelt es sich um die weibliche Variante von Herman.

## Verbreitung
In Norwegen gehört Hermine seit 2011 zu den 100 meistvergebenen Mädchennamen. Zuletzt belegte er Rang 46 der Hitliste (Stand 2021).
In Deutschland zählte der Name im ausgehenden 19. und beginnenden 20. Jahrhundert zu den beliebtesten Mädchennamen. In den 1930er Jahren geriet der Name außer Mode. Seit 2006 wird der Name wieder häufiger vergeben, ist jedoch noch immer relativ selten. Im Jahr 2021 belegte er Rang 287 der Hitliste. Besonders in Mecklenburg-Vorpommern ist der Name populär.

## Varianten
Für männliche Varianten: siehe Hermann#Varianten
- Deutsch: Hermina
  - Diminutiv: Herma, Mine, Mina
- Französisch: Herminie
- Kroatisch: Hermina
- Niederländisch: Hermina, Hermanna, Hermana
  - Diminutiv: Herma
- Polnisch: Hermana
- Spanisch: Herminia
- Ungarisch: Hermina
- Slowenisch: Hermina

## Namenstage
- 3. Januar: nach Irmina von Oeren
- 9. Juli: nach Hermine Grivot
- 5. September: nach Hermione von Ephesos
- 30. Dezember: Hermine von Echternach

## Namensträgerinnen

### Hermine
- Hermine Aichenegg (1915–2007), österreichische freischaffende Künstlerin
- Hermine Albers (1894–1955), deutsche Sozialwissenschaftlerin und Person der Jugendfürsorge
- Hermine Albrecht (* 1856 oder 1859; † 1929), österreich-ungarische Theaterschauspielerin
- Hermine Berthold (1896–1990), deutsche Arbeiterin, Politikerin (SPD) und Widerstandskämpferin
- Hermine Bland (1850–1919), österreichische Schauspielerin
- Hermine Bosetti (1875–1936), deutsche Koloratursopranistin und Gesangspädagogin
- Hermine Bovet (1842–1930), deutsche Klavierlehrerin
- Hermine Braga-Jaff (1857–1940), ungarische Opernsängerin und Gesangspädagogin
- Hermine Braunsteiner-Ryan (1919–1999), österreichische KZ-Aufseherin
- Hermine Cloeter (1879–1970), österreichische Schriftstellerin und Kulturhistorikerin
- Hermine Cziglér von Vecse-Cappilleri (1840–1905), deutschsprachige Dichterin, Schriftstellerin und Journalistin
- Hermine David (1886–1970), französische Zeichnerin und Malerin
- Hermine Deurloo (* 1966), niederländische Mundharmonikaspielerin und Saxophonistin des Modern Jazz
- Hermine Diethelm (1915–1997), österreichische Filmeditorin
- Hermine Esinger (1852–1939), Pianistin, Orgelvirtuosin und letzte Liszt-Schülerin
- Hermine Fiala (1930–1979), österreichische Politikerin
- Hermine Gartner (1846–1905), österreichische Malerin
- Hermine Gies geb. Santrouschitz (1909–2010), Helferin von Anne Frank, siehe Miep Gies
- Hermine Ginzkey (1864–1933), österreichische Radiererin, Malerin und Zeichnerin
- Hermine Hanel (1874–1944), böhmisch-deutsche Schriftstellerin
- Hermine Heijermans (1902–1983), niederländische Schriftstellerin, Schauspielerin und Kabarettistin
- Hermine Heusler-Edenhuizen (1872–1955), erste offiziell anerkannte und niedergelassene Frauenärztin in Deutschland
- Hermine Hug-Hellmuth (1871–1924), österreichische Wegbereiterin der Kinderpsychoanalyse
- Hermine Huntgeburth (* 1957), deutsche Regisseurin
- Hermine Jules (1850–1901), mährische Theaterschauspielerin
- Hermine Kittel (1879–1948), österreichische Theaterschauspielerin, Opernsängerin (Alt) und Gesangspädagogin
- Hermine Körner (1878–1960), deutsche Schauspielerin und Regisseurin
- Hermine Küchenmeister-Rudersdorf (1822–1882), deutsche Theaterschauspielerin und Gesangspädagogin
- Hermine Lang-Laris (1844–1919), österreichische Malerin
- Hermine Laukota (1853–1931), deutsch-böhmische Malerin und Grafikerin
- Hermine Lesser (1853–1943), deutsche Frauenrechtlerin, Holocaust-Opfer
- Hermine Maier-Heuser (Hermine Maierheuser; 1882–1968), deutsche Heimat-Schriftstellerin
- Hermine May (* 1973), rumänische Opern- und Konzertsängerin
- Hermine Meyerhoff (1848–1926), deutsch-österreichische Opern- und Operettensängerin (Sopran)
- Hermine Moos (1888–1928), deutsche Puppenmacherin und Malerin
- Hermine Oberück (* 1951), deutsche Fotografin und Fotojournalistin
- Hermine Overbeck-Rohte (1869–1937), deutsche Malerin
- Hermine von Parish (1907–1998), deutsche Künstlerin und Kunstlehrerin
- Hermine Proschko (1851–1923), österreichische Schriftstellerin und Herausgeberin
- Hermine Reuß ältere Linie (1887–1947), zweite Ehefrau des deutschen Ex-Kaisers Wilhelm II.
- Hermine Rheinberger (1864–1932), liechtensteinische Schriftstellerin
- Hermine Riss (1903–1980), österreichische Gerechte unter den Völkern
- Hermine Schneider (Schriftstellerin) (1855–1911), deutsche Schriftstellerin
- Hermine Schneider (* 1956), deutsche Landwirtin, Radiotechnikerin und Parapsychologin, siehe Hermines Liste – Die Kinder der unbarmherzigen Schwestern
- Hermine Schröder (1911–1978), deutsche Leichtathletin
- Hermine Schuh (1819–1902), deutsche Botanikerin
- Hermine Speier (1898–1989), deutsche Klassische Archäologin
- Hermine Spies (1857–1893), deutsche Oratorien- und Konzertsängerin (Alt)
- Hermine Sterler (1894–1982), deutsche Schauspielerin
- Hermine Stilke (1804–1869), deutsche Illustratorin und Malerin der Düsseldorfer Schule
- Hermína Týrlová (1900–1993), tschechische Regisseurin und Trickfilmproduzentin
- Hermine Villinger (1849–1917), deutsche Schriftstellerin
- Hermine Weinreb (1862–1922), österreichische Reformpädagogin, Vertreterin der Individualpsychologie
- Hermine Ziegler (1884–1965), deutsche Schauspielerin

### Hermina
- Hermina Arndt (1885–1926), neuseeländische Malerin
- Hermina van der Hoeven (* 1948), niederländische Sprinterin
- Hermina Pipinić (1928–2020), jugoslawische bzw. kroatische Schauspielerin
- Hermina Geertruida Sauerbier (1885–1976), niederländische Malerin und Zeichnerin

### Familienname
- Anne Marie Françoise de Sainte-Hermine († 1734), Dame d’atours der Herzogin von Orléans, der Dauphine und der Königin

Fiktive Namensträgerinnen
- Hermine Granger, Romanfigur aus der Harry-Potter-Buchreihe
- Hermine, Romanfigur aus Der Steppenwolf von Hermann Hesse; siehe Der Steppenwolf#Figurenübersicht